# Muziek
Muziek of toonkunst is de kunstzinnige schikking en combinatie van de klanken van muziekinstrumenten en de menselijke stem om schoonheid van vorm dan wel uitdrukking van emotie te bereiken. Het woord 'muziek' is afgeleid van het Griekse μουσική (mousikè), 'kunst van de muzen'.
Aan muziek kunnen de aspecten toonhoogte, ritme, geluidssterkte (muzikale dynamiek), klankkleur (timbre), melodie, harmonie en textuur (monofonie, polyfonie e.a.) onderscheiden worden, maar ook stilte (rust).

## Opvattingen
Voor zover bekend hebben alle culturen in alle tijden muziek gekend, waarbij deze kunst op verschillende plaatsen en in verschillende tijden steeds weer anders beoefend en ervaren werd en wordt. Hoe geluiden ervaren worden is essentieel bij de muzikale ervaring. Door de grote verschillen in muziek bij verschillende culturen, is er geen eensgezindheid over de definitie van muziek, ook niet bij de diverse muziektheoretici en filosofen. Sinds het einde van de negentiende eeuw hangt de ontwikkeling van de muziek en het ontstaan van nieuwe genres en muziekstijlen nauw samen met de geschiedenis van de geluidsopname.
Bij muziek gaat het altijd om het hoorbare (of het ontbreken daarvan), in tegenstelling tot het zichtbare in de beeldende kunsten. Muziek is een tijdskunst, met hoorbare (geluiden, klanken, tonen) of (onhoorbare stiltes, pauzes) elementen in opeenvolging of tegelijkertijd. Daarnaast worden geluiden alleen tot muziek gerekend als zij met die bedoeling voortgebracht worden door een muziekinstrument of de menselijke stem. Muziek kan dus niet 'per ongeluk' worden gemaakt. Daarmee is muziek nauw verwant aan poëzie, waarbij de beide elementen van zichtbaar en hoorbaar verenigd worden, hetgeen bij geschreven muziek eveneens het geval is.
Alhoewel er vaak een structuur ontdekt kan worden in muziek en mensen haar vaak aangenaam vinden om naar te luisteren, bestaat er geen duidelijke grens tussen muziek en lawaai en evenmin tussen muziek en andere geluiden. Zo vond de 20ste-eeuwse componist John Cage dat elk geluid muziek kan zijn en zei hij bijvoorbeeld: "Er bestaat geen lawaai, enkel geluid." Deze ideeën bracht hij in praktijk met zijn 4'33". Waar Edgard Varèse muziek nog relateerde aan de organisatie van geluid, is bij Cage in deze "compositie" ook de organisatie verdwenen.

## Elementen
Aan muziek kunnen de aspecten als toonhoogte, ritme, geluidssterkte (muzikale dynamiek), klankkleur (timbre), melodie, harmonie en textuur onderscheiden worden, maar ook stilte (rust). Deze elementen hebben te maken met tijd, klanken en stilte, en met sfeer en esthetiek.

### Geluid, toon en rust
Tonen en klanken zijn de voor het menselijk oor waarneembare geluiden met vaste frequenties en toonhoogtes. Tonen hebben een toonhoogte, die wordt gekenmerkt door het aantal luchttrillingen per seconde, uitgedrukt in hertz (Hz). Voor het menselijk oor is er een waarneembaar geluid met een bepaalde toonhoogte, en een vaste klanksamenstelling, bepaald door de naast de grondtoon in de toon aanwezige boventonen. 
Tonen en klanken worden verder gekenmerkt door de klankkleur of timbre, het volume, en de duur van het aanzwellen, het aanhouden en het uitdempen  van het geluid. Tussen de klanken kunnen ook stiltes voorkomen: rusten. 

### Toonhoogte, toonladders
Een ander element in de muziek is de toonhoogte van de klank. In verschillende culturen en verschillende tijden zijn verschillende systemen ontstaan om met toonhoogte om te gaan, meestal resulterend in een bepaalde toonladder, stemming, harmonische voorkeur of octaafverdeling. Daardoor wordt de sfeer van een muziekstuk beïnvloed.
De toonhoogte van een toon is de frequentie (het aantal trillingen per seconde), van de grondtoon. De toonhoogte wordt uitgedrukt in hertz (Hz).
Onder toonafstand wordt de afstand verstaan tussen twee opeenvolgende tonen in een diatonische toonladder. Een interval is de muzikale afstand tussen twee tonen. Men onderscheidt harmonische intervallen waarvan de tonen gelijktijdig klinken en melodische intervallen waarvan de tonen na elkaar klinken.
Een toonladder is een opeenvolging van in toonhoogte stijgende of dalende tonen, meestal bestaande uit de diatonische tonen van een octaaf. In verschillende culturen en verschillende tijden zijn verschillende systemen ontstaan om met toonhoogte om te gaan, meestal resulterend in een bepaalde toonladder, stemming, harmonische voorkeur of octaafverdeling. Ook verschillende stemmen van mensen onderscheiden zich in hoogte van elkaar, zoals kinderstemmen en die van volwassen vrouwen en mannen.
Een toonstelsel is de systematiek van het gebruikte toonmateriaal. Omdat in bijna alle toonstelsels de systematiek zich in de verschillende octaven herhaalt, wordt een toonstelsel gekenmerkt door de tonen binnen een octaaf. Daarbij gaat het om de mogelijke afstanden tussen de tonen. Er bestaan verschillende toonstelsels, bij voorbeeld het diatonische toonstelsel,  het twaalftoonstelsel en de pentatoniek.

### Klankkleur
Timbre of klankkleur is het onderscheidende vermogen van tonen van dezelfde toonhoogte in een klank. Verschillende muziekinstrumenten en stemmen produceren tonen van verschillende klankkleur. De aanwezigheid van een of meer kenmerkende formanten (resonanties op bepaalde frequenties) draagt in de meeste gevallen hieraan bij.
Melodieën maken gebruik van specifieke klankkleuren, meestal door middel van het gebruik van specifieke muziekinstrumenten, of door de balans tussen verschillende klanken op hetzelfde instrument. De zogenaamde instrumentatie vertegenwoordigt dan meestal ook het esthetische ideaal van een bepaalde stijl. Een dergelijke esthetiek hangt ook samen met de wijze van luisteren. In veel Afrikaanse en Aziatische muziek zijn de boventonen belangrijker dan de grondtonen.
Klankkleur wordt bepaald door de samenstelling van het spectrum van boventonen. De klankkleur is de combinatie van frequenties waaruit een klank is opgebouwd van belang. Ook verschillende stemmen van mensen onderscheiden zich in klank van elkaar. De menselijke stem kan door een "oe" te zingen of uit te spreken een donkere klank (met weinig hoge boventonen) produceren, terwijl een "ie" (meer hoge boventonen) een helderder klank maakt. Omdat elke menselijke stem daarnaast net even iets andere stembanden heeft en net iets afwijkende trillingsfrequenties afgeeft krijgt elke stem een specifieke klank. Aan die specifieke klank kunnen mensen herkend worden.

### Ritme en maat
Een belangrijk element van alle muziek is het element van verandering in de tijd, de opeenvolging van klanken. Er is sprake van ritme wanneer deze opeenvolging zodanig gebeurt dat er een hoorbare structuur ontstaat, die soms bijna fysiek beleefd kan worden. Er ontstaat een beleving van een tel, een dansbaar gegeven. De luistermuziek vertegenwoordigt een meer abstracte vorm van muziek, in tegenstelling tot de dansbare muziek en gezongen muziek (zoals begeleiding van monotoon werk, klaagliederen), die de primaire sociale context van muziek vormen.
Als er een waarneembare tel is kunnen ook steeds wisselende en zich nimmer herhalende patronen als ritme worden ervaren. Meestal is er echter sprake van een steeds herhaalde cyclus van een bepaald aantal tellen. In de klassieke muziek wordt dat de maatsoort genoemd. In andere tradities zijn er vergelijkbare concepten, zoals in India: de tala.
Een syncope is een ritme waarbij een of meer tonen niet op de tel of puls vallen, waardoor een of meer normale accenten verlegd worden. De syncope wordt in de muziek gebruikt om het accent te verleggen en op een andere dan de gebruikelijke en verwachte plaats aan te brengen. Vaak is dit de plek vlak voor het verwachte telaccent (anticiperende syncope), of vlak na de verwachte tel (ook wel echosyncope genoemd).
Aksak is een van origine Turkse muziekterm voor muziek met een onregelmatig metrisch verloop. Het betekent letterlijk "hinkelend", "struikelend", of "strompelend". Met aksak wordt een ritmisch systeem aangeduid waarin korte fragmenten in rap tempo worden uitgevoerd, gebaseerd op een ononderbroken herhaling van een groep. Het resultaat is een metrum waarin groepen van 2 en 3 tonen van gelijke lengte elkaar afwisselen (zoals 2+3, 2+2+3 of 2+3+3). In de volksmuziek in de Balkan tot in Anatolië komen deze metrumsoorten voor zowel in dansmuziek als in vocale als in instrumentale muziek.
Ambiente muziek is een stijl van muziek die zich zonder ritme manifesteert. In deze muziek is vaak het metrum niet op te delen in tellen en tempi.

### Textuur
Bij textuur van geïmproviseerde en gecomponeerde muziek gaat het om de gelaagdheid van melodieën en eventuele begeleiding. Textuur kan worden opgevat als een combinatie van melodie, harmonie en ritme. De belangrijkste vormen van textuur zijn monofonie, meerstemmigheid of heterofonie, homofonie en polyfonie.
Bij monofonie is sprake van eenstemmige melodie of muziek. Er is slechts één stem of toon, waarbij alle uitvoerenden dezelfde toon voortbrengen. Voorbeelden van monofone muziek zijn de vroeg-middeleeuwse chant en de gregoriaanse muziek, waarbij zonder begeleiding door muziekinstrumenten monofoon wordt gezongen. Van monodie spreekt men als er een beperkte, op de achtergrond blijvende akkoordbegeleiding is.
Bij heterofonie of meerstemmigheid is sprake van meerstemmige melodie of muziek. Er zijn verschillende stemmen die dezelfde melodie tegelijk produceren, maar elk op hun eigen manier. Bij de verschillende partijen worden andere versieringen aangebracht, waardoor de eenstemmigheid telkens incidenteel wordt onderbroken. Dit wordt ook wel ornamentale of variantenheterofonie genoemd. De term wordt ook gebruikt voor het samengaan van twee of meer stemmen in parallelle intervallen. Dit wordt parallelle heterofonie genoemd.
Bij homofonie is er sprake van meerstemmige melodie of muziek. Er zijn verschillende stemmen die dezelfde tekst (ongeveer) gelijktijdig declameren. De afzonderlijke partijen van meerstemmige muziek hebben allemaal grotendeels hetzelfde ritme, zodat de stemmen tezamen vaak akkoorden vormen.
Polyfonie is gecomponeerde meerstemmigheid: het klinken van meerdere melodieën tegelijkertijd. Er zijn verschillende melodieën tegelijkertijd in al dan niet verschillende stemregisters. Bij zang wordt iedere melodie ten gehore gebracht door een ander stemregister. Het basisprincipe is daarbij dat alle stemmen gelijkwaardig zijn, of althans een volwaardige rol hebben. Wanneer de afzonderlijke stemmen grotendeels hetzelfde ritme hebben, is er sprake van homofonie. Polyfonie wordt doorgaans beschouwd als de hoogste prestatie van westerse muziek.

### Tempo
Onder het tempo (van Italiaans tijd, meervoud: tempi) wordt de snelheid verstaan waarmee een muziekstuk gespeeld wordt. Afhankelijk van de snelheid van de tel (tempo), kan gesproken worden over snelle, dan wel langzame muziek. Ter aanduiding van het tempo worden Italiaanse termen gebruikt. In het algemeen is de snelheid van de tel van circa 40 tot 200 slagen per minuut.
Een metronoom is een instrument om een tempo aan te geven. De metronoom wordt ook gebruikt bij de muziekstudie, als hulp om het tempo gedurende het spel vast te kunnen houden, of om (complexere) ritmes binnen een tempo te bestuderen. Naast de traditionele mechanische metronoom bestaan er allerlei elektronische uitvoeringen. Het zogeheten metronoomgetal is een maat voor het aantal tellen per minuut. Het wordt bij voorbeeld aangegeven als , wat betekent dat er 120 kwartnoten in een minuut gaan. Dance is hiervan een voorbeeld. In moderne populaire muziekgenres wordt het tempo aangegeven met het aantal "beats per minute" (afgekort: bpm). Hiphop gebruikt typisch tempi tussen 85 en 120 bpm terwijl dit bij house eerder 110-140 is.

### Dynamiek
Met dynamiek worden de sterkte- en spanningsverhoudingen in de muziek bedoeld. Dynamiek is een bouwsteen voor de componist om, door regulering van de toonsterkten, de aard van de melodie te bepalen. 
Wanneer een melodie eenmaal sterk en eenmaal zacht gespeeld wordt, ontstaat er een verschil in karakter. Bovendien kan de toonsterkte binnen een melodie of binnen een maat veranderen. Toenemende sterkte veroorzaakt een toenemende spanning, terwijl afnemende toonsterkte aflopende spanning geeft. 
Frasering is de wijze waarop een muzikale zin wordt gearticuleerd. Dit is in de eerste plaats belangrijk voor vocale muziek, waar de frasering aangeeft waar zangers even kunnen onderbreken om adem te halen.

### Melodie
Een melodie is een karakteristieke opeenvolging van tonen, dat wil zeggen van toonhoogtes en toonduren die in combinatie met het ritme een bepaalde muzikale gestalte vormt, meestal met de lengte van een ademhaling, of van een zin in gesproken taal. 
De melodie wordt gevormd door het melos en het ritme in combinatie met elkaar. Het melos is dan de opvolging van tonen in een melodie, los van de ritmische structuur. De opeenvolgende intervallen van een melodie bepaalt het melos. 
De melodie is een soort muzikale gedachte, met een specifiek karakter en met een duidelijk begin en eind; dit in tegenstelling tot het ritme, dat meestal doorloopt.

### Harmonie
Onder harmonie wordt in de breedste zin des woords verstaan: de samenklank van verschillende klanken, tonen, akkoorden, melodieën hun samenhang. Er is sprake van harmonie wanneer er een aantal verschillende tonen tegelijk klinken.
Er bestaan meerdere klassieke muziektradities, zoals de Indonesische gamelan, de Japanse klassieke muziek, de Koreaanse klassieke muziek, de Hindoestaanse muziek en de carnatische muziek, maar deze hebben geen van alle een harmonisch concept dat vergelijkbaar is met de Europese klassieke muziek en maken geen gebruik van akkoorden, alleen van samenklanken. In deze westerse kunstmuziek is de harmonieleer ontstaan, die de zinvolle opeenvolging van akkoorden beschrijft. In de striktere zin wordt in de harmonieleer onder harmonie verstaan: de (al dan niet functionele) opeenvolging van akkoorden. Ook jazz en popmuziek maken gebruik van akkoorden en akkoordenschema's. 
Een akkoord is in de klassieke harmonieleer doorgaans een opeenstapeling van minimaal twee tertsen op een trap (ook wel een drieklank). In de ruimere zin wordt onder harmonie verstaan: het omgaan met samenklanken binnen een stuk of stijl. In de klassieke muziek is er traditioneel sprake van tonaal-functionele harmonie (tonaliteit), alternatieven zijn onder andere de modaal-functionele harmonie en de atonaliteit.

## Stijl
Een grove stijlindeling voor westerse muziek kan gemaakt worden op basis van historische ontwikkeling van muziek. De gecomponeerde klassieke muziek geëvolueerd uit kerkelijke muziek, en de - doorgaans eenvoudiger - volksmuziek waren tot ca. 1920 de hoofdstromen. Daarna komt de jazz op. De technische ontwikkeling (radio, opname, versterking) speelde daarna een steeds grotere rol. Elektrische instrumenten boden nieuwe mogelijkheden en slagwerk speelde een steeds grotere rol. Allerlei nieuwe stijlen ontstonden in hoog tempo (popmuziek, rock, dance, hiphop).
Behalve de min of meer chronologische indeling kunnen stijlen op gebruiksdoel ingedeeld worden zoals dansmuziek, filmmuziek, kerkmuziek, koormuziek, luistermuziek, marsmuziek of toneelmuziek. In wezen is deze indeling een combinatie van inhoudelijke en maatschappelijke kenmerken.
Op geografische/culturele herkomst is een mogelijke indeling onder meer westerse muziek, Indiase muziek, Chinees-Japanse traditionele muziek en Afrikaanse muziek, waarbij de westerse muziek kan worden onderverdeeld in onder meer klassieke muziek, avant-garde, jazz, pop/rock.
Weer een andere indeling is: amusementsmuziek versus kunstmuziek. Een rockband die regelmatig top 40-hits heeft valt onder amusementsmuziek en een rockband in speciale clubs voor een relatief klein, geschoold publiek kan tot de kunstmuziek gerekend worden. Een als achtergrondgeluid gebruikte amusementsmuziek (bijvoorbeeld in restaurants, winkelcentra, radioprogramma's) wordt muzak genoemd.

## Muziekinstrumenten
Een andere grove indeling is die naar het gebruikte muziekinstrument. Instrumentale, vocale muziek (zang) en de combinatie van beide, meestal onder leiding van een dirigent of koorleider. Virtuositeit wordt bij uitvoeringen soms van grote betekenis geacht.
Organologie (instrumentkunde) is de studie naar de eigenschappen van muziekinstrumenten.

## Scholing
Veel amateurmusici volgen muziekles aan een muziekschool. Zo wordt daar aan jonge kinderen Algemene Muzikale Vorming gegeven, dat hen met diverse muziekinstrumenten laat kennismaken. De Suzukimethode is een leerwijze om aan kinderen al vanaf jonge leeftijd muziek te leren. Een andere muziekdidactische methode is solfège: de stelselmatige training van het muzikale gehoor door middel van een muzikale zangoefening, waarbij de melodie gezongen wordt zonder de tekst en met gebruikmaking van alleen de namen van de noten.
Musicologie is de academische studie van muziek; etnomusicologie is de universitaire studie van muziek in etnische context.

### Nederland
Op hbo-niveau zijn er in Nederland popscholen, zoals in Rotterdam de Rotterdam Pop Academy (opleiding van Codarts), in Leeuwarden de Academie voor Popcultuur (opleiding van de Hanzehogeschool Groningen) en in Tilburg de Fontys Rockacademie. Op mbo-niveau zijn er vele Regionale Opleidingscentra (ROC's) die een popgerelateerde opleiding aanbieden, zoals in Leeuwarden Pop en Media (opleiding van de Friesland College) en in Utrecht Pop en Sounddesign (opleiding van de ROC Midden Nederland).
Muziekvakopleidingen vinden plaats aan een muziekacademie en aan een muziekconservatorium. Naast klassieke muziek wordt daar tegenwoordig ook vaak jazz, popmuziek of rock, en wereldmuziek gedoceerd.

## Muziektermen
De meeste muziektermen in partituren zijn ontleend aan het Italiaans. Ook komen echter landgebonden termen voor. Een voorbeeld: enkele bekende Italiaanse termen zijn: forte (sterk), piano (zacht), allegro (snel, levendig). In de muziek van bijvoorbeeld de Duitse componist Paul Hindemith komen bijna uitsluitend Duitse termen voor, zoals 'etwas bewegt' (een beetje snel), 'sehr langsam' (zeer langzaam), hoewel Hindemith de dynamiek weer wel met Italiaanse termen (pp, p, mp, mf, f, ff) weergeeft.

## Varia
- De leeftijd of generatie van een persoon speelt een rol bij zijn of haar beleving van en waardering voor muziek.[4]
- De eerste popmuzikant die in navolging van John Cage ook stilte als kunstvorm aanmerkte was de Beatle John Lennon als solo-artiest. Nadat hij in 1969 met zijn vrouw Yoko Ono reeds de aandacht op zich had gevestigd met buitenissige, obscure avantgardistische muzikale experimenten (The Wedding Album (1969) bevat opnamen van hun hartslag met om en om hun voornamen geschreeuwd) bevatte Life with the Lions (eveneens 1969) opnamen van uitsluitend stilte: het nummer "Two Minutes Silence", bedoeld als eerbetoon aan John Cage's 4'33".